# Gauersheim

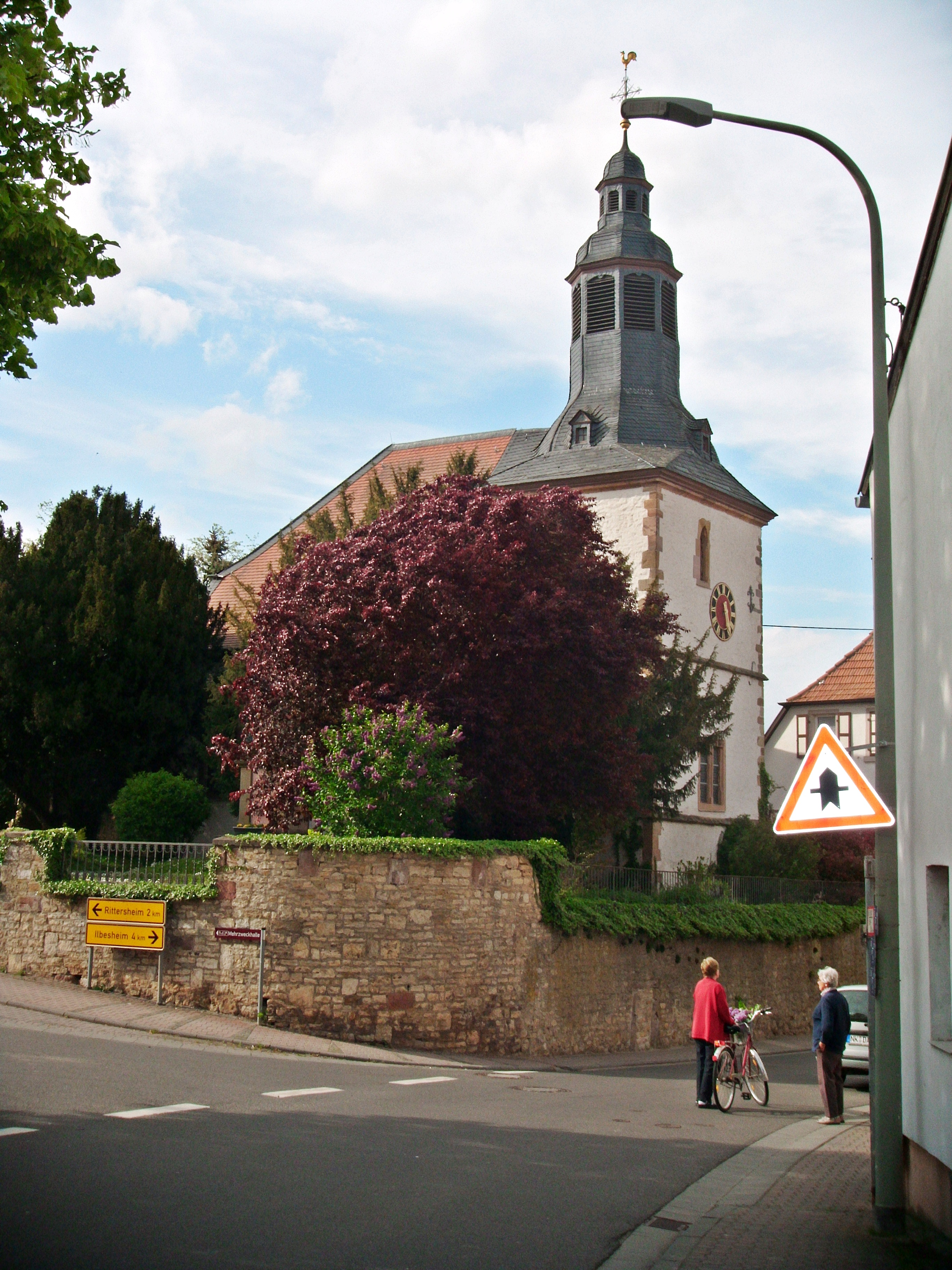
Ortsbild von Gauersheim mit der protestantischen Kirche

Gauersheim (pfälzisch: Gaaschem [ɡɑːʒəm]) ist eine Ortsgemeinde im Donnersbergkreis in Rheinland-Pfalz. Sie gehört der Verbandsgemeinde Kirchheimbolanden an.

## Lage
Die Ortsgemeinde befindet sich im Alzeyer Hügelland, das wiederum Bestandteil des Rheinhessischen Tafel- und Hügellands ist, innerhalb des sogenannten Ilbesheimer Plateaus. Im Westen des Gemeindegebiets erstreckt sich die bis zu 302 Meter hohe Hügelkette Hungerberg. Mitten durch das Siedlungsgebiet verläuft der Leiselsbach; dort nimmt er von rechts den Hohlgraben auf. Nachbargemeinden sind – im Uhrzeigersinn – Stetten, Albisheim, Marnheim, Bolanden, Kirchheimbolanden, Bischheim und Rittersheim.

## Geschichte

### Vor- und Frühgeschichte
Die vor- und frühgeschichtlichen Funde beschränken sich lediglich auf jungsteinzeitliches Werkzeug und römerzeitliche Scherben.

### Frühmittelalter
Gauersheim ist eine fränkische Gründung aus dem sechsten oder siebten Jahrhundert, worauf der Ortsname hinweist. Dieser endet – wie bei fränkischen Gründungen typisch – auf -heim, vorangestellt ist der fränkische Vorname Gawirich, was sich mit Heim des Gawirich wiedergeben lässt. Gauersheim gehörte zunächst dem Wormsgau, dann dem Nahegau an. Der erste schriftliche Beleg findet sich mit der Schreibung Gouurichesheim in einer Beurkundung einer Schenkung Kaiser Ludwigs des Frommen an das Kloster Prüm in der Eifel und datiert in das Jahr 835. Seit 893 ist Weinbau bezeugt.

### Hoch- und Spätmittelalter
Um 1200 waren die Grafen von Leiningen als Lehensträger des Klosters Prüm; die Rheingrafen als Lehensträger des Erzbischofs von Mainz und die Bolander mit Rechten und Gütern in Gauersheim ausgestattet. Die ortsansässigen Ritter von Gauersheim werden zwischen 1222 und 1447 in Urkunden erwähnt. Im 14. Jahrhundert und auch noch 1409 hatten die Wildgrafen die Landeshoheit. Danach fiel das Dorf an die Ritter von Oberstein, neben denen sich im Laufe des 15. Jahrhunderts die Ritter Steben von Einselthum etablierten. Das Kloster Otterberg besaß im Ort ein Gut.

### Neuzeit
Nachdem der kinderlose Friedrich Steben von Einselthum am 12. März 1549 an den Folgen eines Reitunfalls starb, erbte dessen Vetter, Hans IX. von Wallbrunn zu Partenheim, sämtliche Rechte der Steben von Einselthum in Gauersheim.
1614 kauften die Herren von Wallbrunn die Rechte der Obersteiner und erwarben so die Ortsherrschaft, die sie bis Ende des 18. Jahrhunderts innehatten.
Nach 1792 hatten französische Revolutionstruppen die Region besetzt und nach dem Frieden von Campo Formio (1797) annektiert. Von 1798 bis 1814 gehörte das Dorf zum französischen Departement Donnersberg und war dem Kanton Kirchheim zugeordnet. Bis zu seinem Tod 1805 fungierte der letzte Freiherr von Wallbrunn aus der Partenheimer Linie, der in Gauersheim residierte, als dessen Maire (Bürgermeister). Die Mairie umfasste zusätzlich noch Rittersheim und Stetten. 1815 hatte der Ort insgesamt 488 Einwohner.
Aufgrund der auf dem Wiener Kongress (1815) getroffenen Vereinbarungen und einem Tauschvertrag mit Österreich kam die Region 1816 zum Königreich Bayern. Ab 1818 war die Gemeinde Gauersheim dem Landkommissariat Kirchheim im bayerischen Rheinkreis, später dem Bezirksamt Kirchheimbolanden zugeordnet. Im Jahr 1928 hatte Gauersheim 622 Einwohner (davon 528 Protestanten, 69 Katholiken, 23 Juden, 2 Sonstige), die in 127 Wohngebäuden lebten.
Ab 1939 war der Ort Bestandteil des Landkreises Kirchheimbolanden. Nach dem Zweiten Weltkrieg wurde Gauersheim innerhalb der französischen Besatzungszone Teil des damals neu gebildeten Landes Rheinland-Pfalz. Im Zuge der ersten rheinland-pfälzischen Verwaltungsreform wechselte Gauersheim 1969 in den neu gebildeten Donnersbergkreis; drei Jahre später wurde die Gemeinde in die ebenfalls neu entstandene Verbandsgemeinde Kirchheimbolanden eingegliedert.

## Religion

### Christentum
Die Katholiken gehören zum Bistum Speyer und unterstehen dort dem Dekanat Donnersberg, die Evangelischen zur Protestantischen Landeskirche der Pfalz. Der örtliche protestantische Pfarrer ist ebenso für Ilbesheim, Rittersheim und Stetten zuständig.

### Judentum

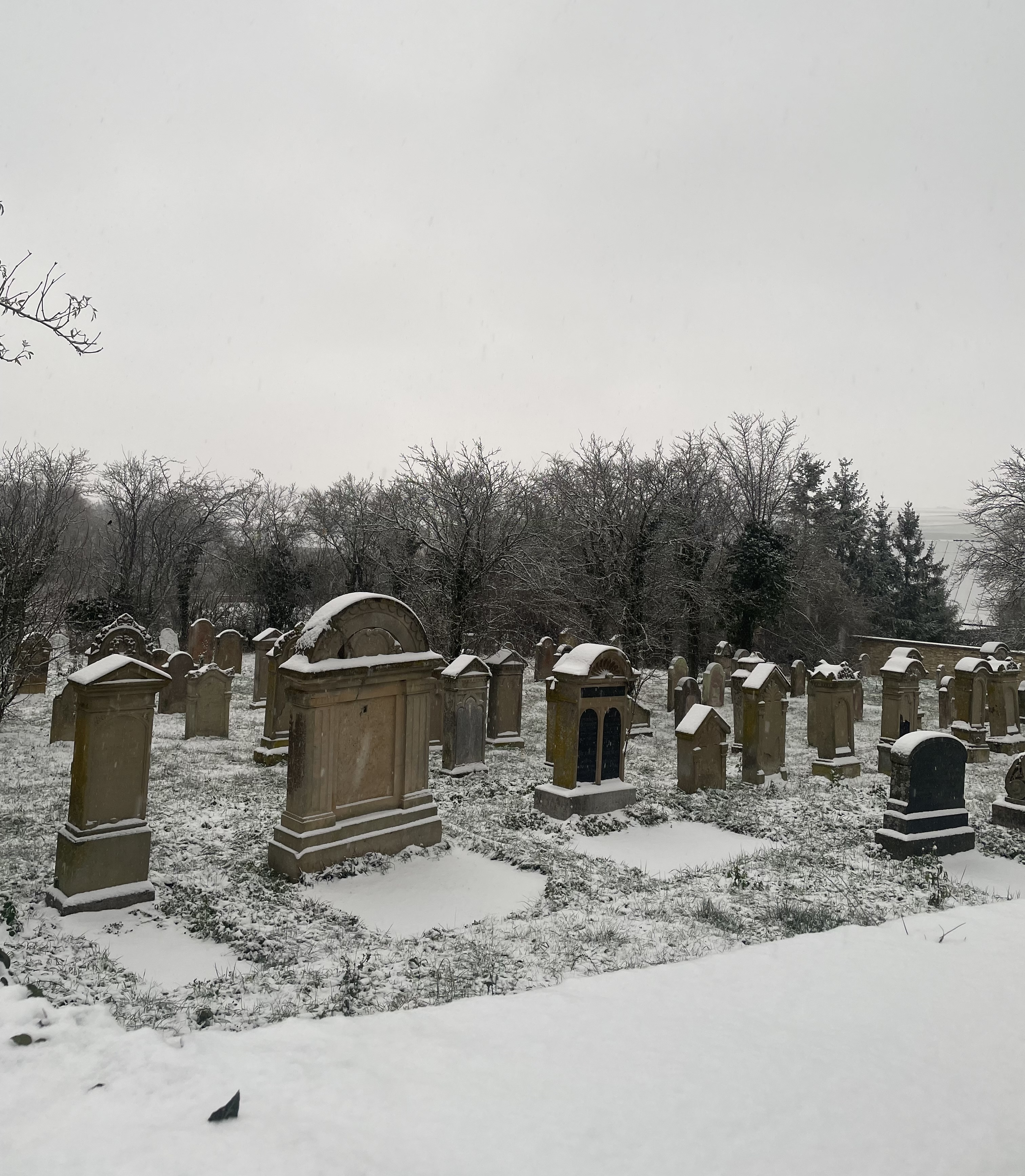
Jüdischer Friedhof Gauersheim

#### Jüdische Gemeinde
Gauersheim hatte einst eine große jüdische Gemeinde. Im Jahr 1802 gehörten ihr 111 von 429 Einwohnern an, was einem Viertel der Ortsbevölkerung entsprach. Die Zahl stieg bis auf 173 im Jahr 1837. 1928 lebten noch 23 Juden am Ort, was nur noch 3,7 % der Bevölkerung entsprach. Um 1932 wurde die Albisheimer Gemeinde der hiesigen angeschlossen, somit umfasste diese nun Gauersheim, Albisheim, Ilbesheim und Rittersheim. 1933 lebten 16 Juden im Ort, ihre Zahl stieg noch einmal auf 23 im Jahr 1938. Schon 1939, ein Jahr vor der Wagner-Bürckel-Aktion, lebten keine Juden mehr im Ort.
28 - nach anderen Quellen 27 - im Ort geborene bzw. länger wohnhafte Juden fielen der Schoa zum Opfer. Ein Großteil von ihnen entstammte den Familien Blum und Fröhlich.

#### Synagoge
Die Synagoge in der Friedhofstraße (Hausnummer 5) wurde 1768 errichtet, ein seit 1839 geplanter Neubau wurde nie umgesetzt. Die Gemeinde besaß überdies eine eigene Schule sowie ein rituelles Bad. In der Reichspogromnacht 1938 wurde die Synagoge geschändet. Der Bau wurde, unter Einberechnung der Abbruchkosten, an die politische Gemeinde verkauft, die ihn 1940 abreißen lies. Heute ist der jüdische Friedhof mit seinen 108 Grabsteinen, die zumeist aus dem 19. Jahrhundert stammen, das einzige Überbleibsel der jüdischen Gemeinde Gauersheim.

## Politik

### Gemeinderat
Der Gemeinderat in Gauersheim besteht aus zwölf Ratsmitgliedern, die bei der Kommunalwahl am 9. Juni 2024 in einer personalisierten Verhältniswahl gewählt wurden, und dem ehrenamtlichen Ortsbürgermeister als Vorsitzendem.
Die Sitzverteilung im Gemeinderat:
| Wahl | AfD               | WGH *             | WGD *             | Gesamt   |
| ---- | ----------------- | ----------------- | ----------------- | -------- |
| 2024 | 2                 | 7                 | 3                 | 12 Sitze |
| 2019 | per Mehrheitswahl | per Mehrheitswahl | per Mehrheitswahl | 12 Sitze |

### Bürgermeister
Ortsbürgermeister ist Reiner Schlesser. Bei der Direktwahl am 26. Mai 2019 wurde er mit einem Stimmenanteil von 57,10 Prozent in seinem Amt bestätigt. Bei der Direktwahl am 9. Juni 2024 wurde er mit einem Stimmenanteil von 71,6 Prozent erneut in seinem Amt bestätigt und setzte sich damit gegen seinen Mitbewerber Jens Ott (AfD) durch, der 28,4 Prozent der Stimmen erhielt.

### Wappen
| Wappen von Gauersheim | Blasonierung: „In Silber eine goldnimbierte Gottesmutter mit dem ebenfalls goldnimbierten Kind auf dem Arm, in roten Unter- und blauem Obergewand, zwei Wappenschilde haltend, rechts in Silber ein linksgewendeter roter Löwe, links in Blau drei silberne Rauten.“                                                                        |
| Wappen von Gauersheim | Wappenbegründung: Das Wappen geht zurück auf ein Siegel aus dem Jahr 1779, das bereits Maria mit dem Kind zeigte. Zusätzlich wurden 1928 auf Wunsch der Gemeinde die Wappen der ehemals berechteten Familien von Oberstein (Löwe) und von Wallbrunn (Rauten) mitaufgenommen. Es wurde 1928 durch das bayerische Innenministerium verliehen. |

## Kultur und Sehenswürdigkeiten

### Kulturdenkmäler

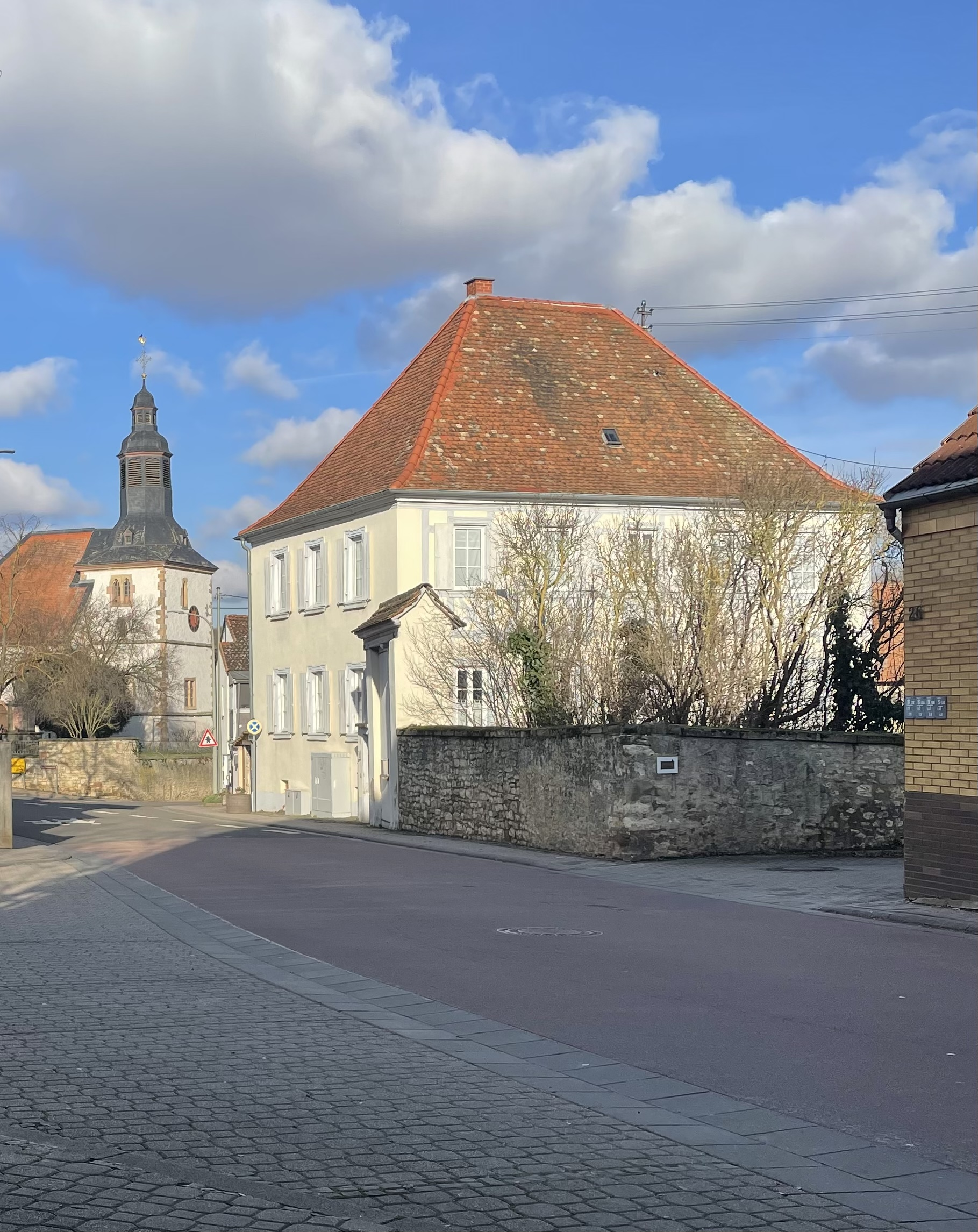
Pfarrhaus und Kirche

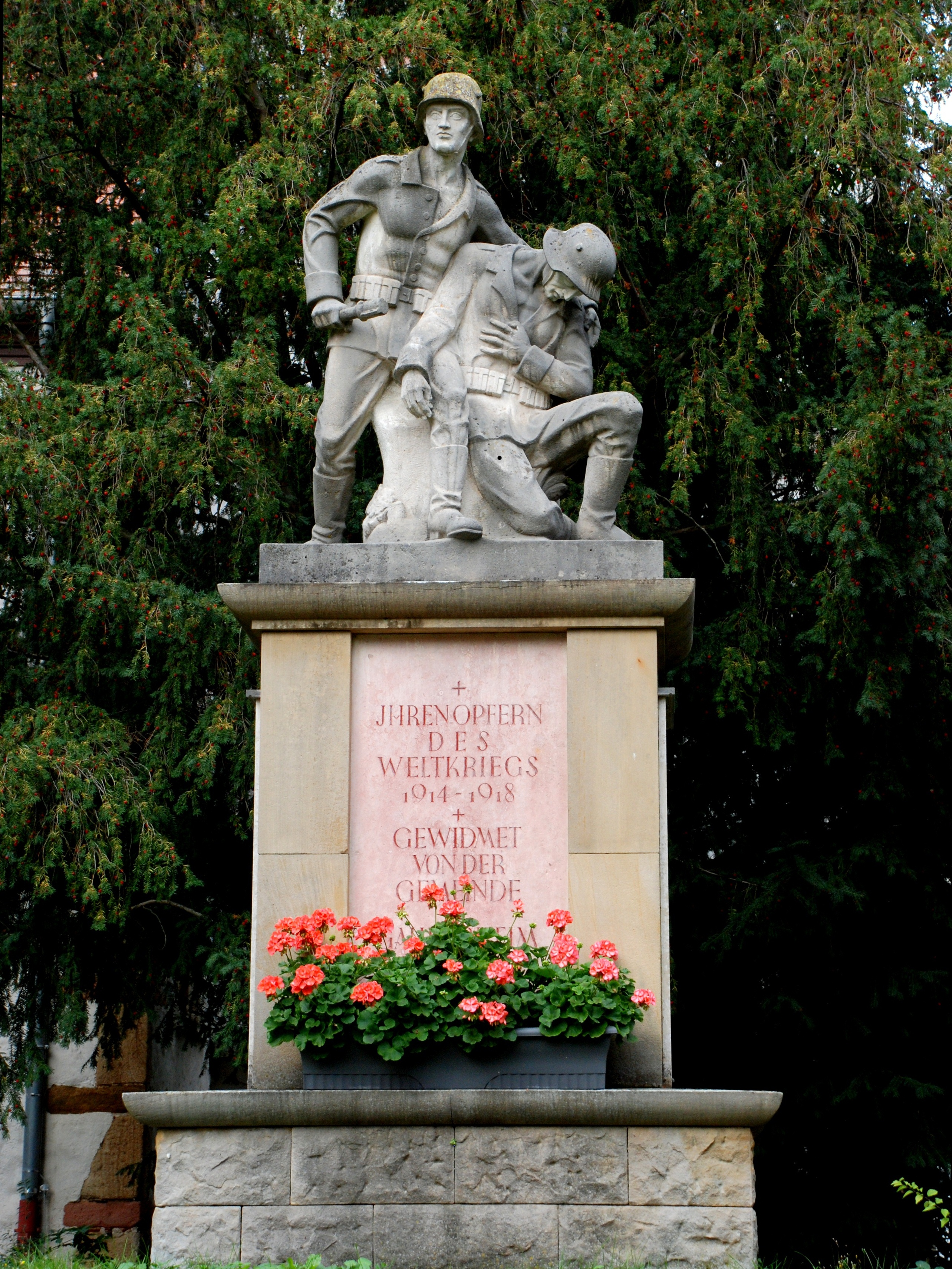
Kriegerdenkmal

Die Hauptstraße und der jüdische Friedhof sind jeweils als Denkmalzonen ausgewiesen.
Im Ortskern kreuzen die alten Verbindungsstraßen von Worms nach Kirchheimbolanden und von Alzey nach Kaiserslautern. Erst durch den Bau der napoleonischen Heerstraße, der sog. Kaiserstraße, die über das nahe Kirchheimbolanden führte, verlor Gauersheim an Bedeutung. Bis in die Gegenwart ist der Ortskern geprägt durch eine Denkmalzone aus drei Vierseithöfen des 18./19. Jahrhunderts, das Schloss, das ehemalige Amtshaus, die Kirche, das Pfarrhaus und die ehemalige wallbrunn'sche Bannwirtschaft mit dem Betzekämmerchen.
Der jüdische Friedhof mit 108 Grabsteinen von 1770 bis 1934 ist ein wichtiges Zeugnis mit hohem dokumentarischen Wert für die jüdische Bevölkerung, da sehr viele und gut lesbare Inschriften erhalten sind. Die älteren Grabsteine im nördlichen Teil zeigen traditionelle geschweifte und halbrunde Abschlüsse, die neueren Steine im südlichen Teil zeigen die Anpassung an die christliche Bestattungskultur. Ab 1860 überwiegen historisierende, vor allem gotisierende Grabsteine mit zusätzlichen deutschen Inschriften. Wie auch auf christlichen Friedhöfen ist auch hier ein Materialwechsel von Sandstein zu Granit ab 1900 festzustellen.
Zu den denkmalgeschützten Einzelobjekten zählen ein Kriegerdenkmal, die frühere Wehrkirche, die in dem alten, um 1800 aufgelassenen Friedhof liegt, der neue christliche Friedhof mit den Grabsteinen der Herren von Gagern und der Familie Steuerwald mit der um 1900 erschaffenen Galvanoplastik eines Engels wurde etwa 1800 gegründet. Hinzu kommt das Schloss der Herren von Wallbrunn; letzteres ist eine voluminöse, spätbarocke Dreiflügelanlage, die 1715 bis 1760 über Resten der Wasserburg der Herren von Gauersheim errichtet wurde. 1805, nach dem Tod des letzten Freiherrn von Wallbrunn, erwarben die Freiherrn von Gagern das Schloss von seinen Partenheimer Erben. Die wallbrunn'sche Bannwirtschaft, deren Keller einst als Betzekämmerchen diente, fungiert mittlerweile als Dorfgemeinschaftshaus.

### Natur
Im Schlosshof befindet sich eine Platane, die als Naturdenkmal eingestuft ist.

### Vereine
Vor Ort existiert der SV Gauersheim, der Fußball anbietet. Zum Vereinsleben gehört ebenso die Laientheatergruppe Schaukelstuhl e. V.
Seit Ende 2024 gibt es wieder einen Landfrauenverein im Ort.

### Veranstaltungen
Am 4. Wochenende im September findet alljährlich die Gauersheimer Kerwe (Gaaschemer Kerb) statt.
Am letzten Wochenende im November findet der als „Adventsbasar“ bezeichnete Weihnachtsmarkt statt.

## Wirtschaft und Infrastruktur

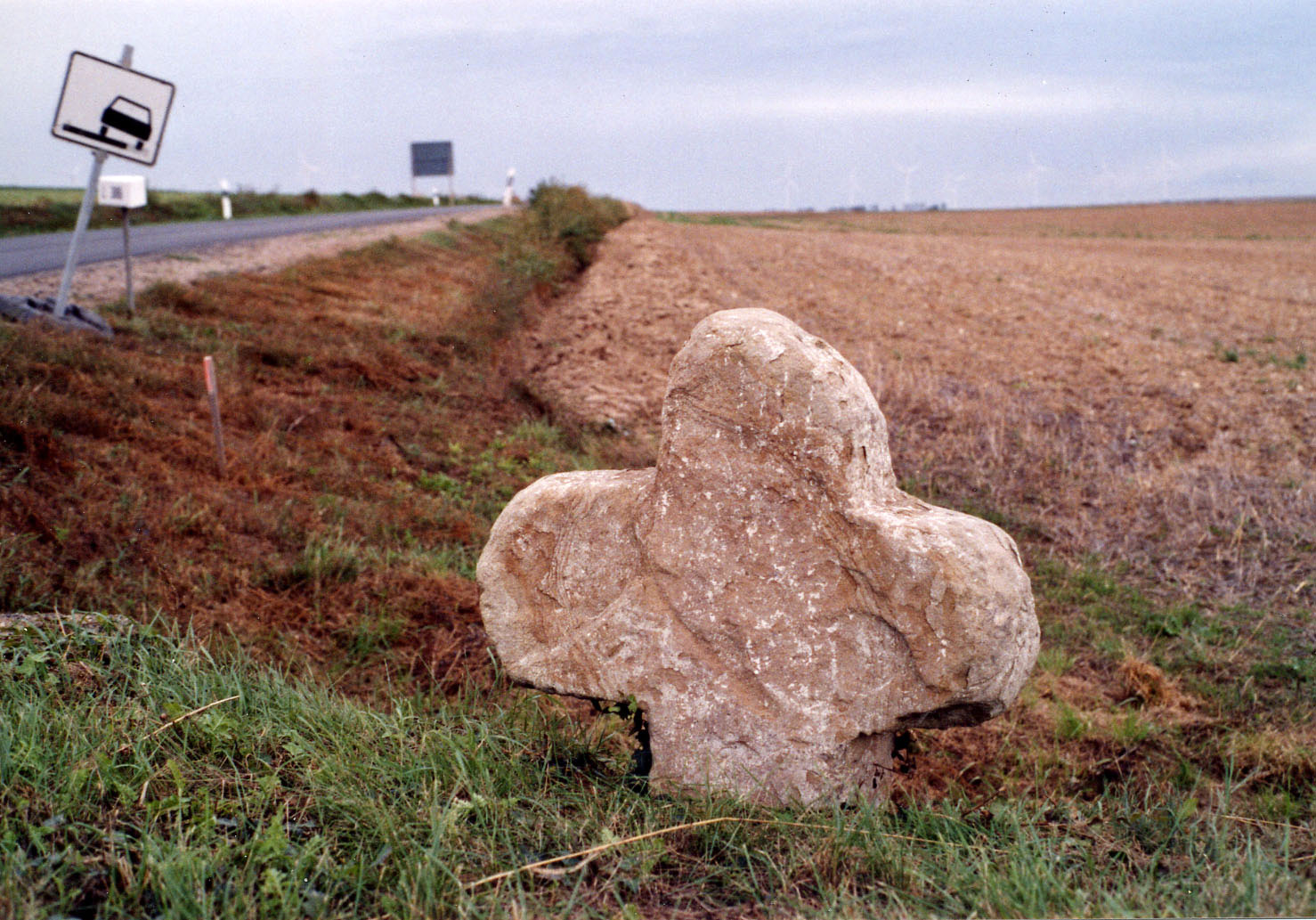
Landesstraße 386 und Sühnekreuz

### Wirtschaft
Ein Wirtschaftszweig im Ort ist der Weinbau. Die Einzellage Gauersheimer Goldloch (40,72 ha), die Teil der Großlage Schnepfenflug vom Zellertal ist, gehört zu den nördlichsten Lagen des Weinbaugebiets Pfalz und gehört zu dessen Untereinheit Weinbaugebiet Zellertal. Auf 20 Hektar bestockter Rebfläche wird am Südhang des Leiselsbachs Wein angebaut. Der im Zeitraum von 2013 bis 2015 errichtete Windpark Hungerberg befindet sich teilweise auf der Gemeindegemarkung.

### Verkehr
Durch den Ort verläuft die Landesstraße 447. In der Ortsmitte zweigt von ihr die Kreisstraße 61, die zur Landesstraße 386 führt; letztere berührt den äußersten Osten der Gemeindegemarkung. In kurzer Entfernung befindet sich westlich ein direkter Anschluss an die A 63, die von Kaiserslautern nach Mainz führt.
An den öffentlichen Personennahverkehr ist der Ort durch die Buslinien 904, 907 und 928 (Residenz Renner) angebunden, die vom Unternehmen Behles Bus aus Kirchheimbolanden betrieben werden. Der nächstgelegene Bahnhof mit Personenverkehr befindet sich in Kirchheimbolanden (4 km) an der Donnersbergbahn.

### Bildung
Gauersheim selbst verfügt über keine Bildungseinrichtungen. Die Kinder des Ortes besuchen gemeinsam mit denen aus Ilbesheim seit 1970 die Grundschule im Nachbarort Stetten. Das ehemalige Schulgebäude wird heute als Dorfgemeinschaftshaus genutzt. Die Gemeinde gehört zum Einzugsgebiet der Kindertagesstätte Bischheim.

## Persönlichkeiten
- Gustav Magnus von Wallbrunn (1702–1772), war baden-durlachischer Landvogt, Ortsherr von Gauersheim
- Karl Christoph Gottlieb von Gagern (1743–1825), Freiherr, französischer Offizier und hoher Hofbeamter im Herzogtum Pfalz-Zweibrücken, letzter Schlossherr in Gauersheim; lebte und starb hier, Grabstein vor dem Friedhof aufgestellt
- Sascha Kotysch (* 1988), Fußballspieler, spielte in seiner Jugend beim örtlichen Fußballverein
- Christian Gittelmann (* 1983), FIFA-Schiedsrichterassistent